# Ronny Rikal
Ronny Rikal (* 12. September 2002 in Wien) ist ein österreichischer Fußballspieler.

## Karriere
Rikal begann seine Karriere beim FK Austria Wien. Im September 2011 wechselte er zum SK Rapid Wien. Im September 2013 wechselte er zum FC Stadlau. Zur Saison 2016/17 kam er in die Akademie des FC Admira Wacker Mödling, in der er in den folgenden vier Jahren sämtliche Altersstufen durchlief. Zur Saison 2020/21 rückte er in den Kader der drittklassigen Amateure der Admira, für die er bis zum COVID-bedingten Saisonabbruch viermal in der Regionalliga auflief.
Zur Saison 2021/22 wechselte Rikal zum Bundesligisten SCR Altach, bei dem er einen bis Juni 2024 laufenden Vertrag erhielt. Die Altacher verliehen ihn allerdings direkt an den Zweitligisten FC Dornbirn 1913. Nachdem er den Saisonstart verletzt verpasst hatte, debütierte der Flügelstürmer im August 2021 in der 2. Liga, als er am fünften Spieltag jener Saison gegen den SV Horn in der 64. Minute für Florian Prirsch eingewechselt wurde. Bis zum Ende der Leihe kam er zu sieben Zweitligaeinsätzen Für Dornbirn. Zur Saison 2022/23 kehrte er nach Altach zurück. Dort kam er aber ausschließlich für die drittklassigen Amateure zum Einsatz.
Daraufhin verließ Rikal den SCRA im Februar 2023 endgültig und wechselte zum Zweitligisten Floridsdorfer AC. Für den FAC kam er zu fünf Zweitligaeinsätzen. Nach der Saison 2022/23 verließ er die Wiener wieder. Nach mehreren Monaten ohne Verein wechselte Rikal im April 2024 nach Deutschland zum fünftklassigen FC Gundelfingen in die Bayernliga Süd.